# Всесвітній день анестезіолога
Всесві́тній день анестезіо́лога відзначається 16 жовтня. У цей день 16 жовтня 1846 року, зубний лікар Мортон, провів операцію під ефірним наркозом. Це відбулось у Массачусетському загальному госпіталі, клінічній базі Гарвардської медичної школи. Насамперед анестезіологія поширилася на хворих, які отримували різні оперативні втручання (хірургія і її відгалуження).
Всесвітня федерація анестезіологічних спілок (англ. World Federation of Societies of Anaesthesioloigsts, WFSA) разом з більш як більш як 134 спілками, що представляють анестезіологів більш як 150 країн, святкує цей день щорічно. За даними WFSA у 70 країнах кількість анестезіологів менша ніж 5 на 100 000 населення. Відповідно для досягнення цієї мінімально необхідної густини загалом по світу на даний час необхідно більше 136 000 лікарів-анестезіологів.